# 歐幾里得-歐拉定理
數學上，歐幾里得-歐拉定理（英語：Euclid–Euler theorem）是一條聯繫偶完全數與梅森質數的定理。這定理指出每個偶完全數都可以寫成{\displaystyle 2^{p-1}(2^{p}-1)}，其中{\displaystyle 2^{p}-1}是質數。形如{\displaystyle 2^{p}-1}的質數稱為梅森質數，因此其中的{\displaystyle p}必須是質數。

## 定理敘述
一個偶數是完全數（即等於它的所有真因數的和），當且僅當它有形式{\displaystyle 2^{p-1}M_{p}}，其中{\displaystyle M_{p}}是梅森質數，即形為{\displaystyle M_{p}=2^{p}-1} 的質數。

## 歷史
歐幾里得證明當{\displaystyle 2^{p}-1}是質數時，{\displaystyle 2^{p-1}(2^{p}-1)}是完全數（Prop. IX.36）。這是他的《幾何原本》中數論的最後一條結果。
過了超過一千年後，約在公元1000年，海什木猜想所有偶完全數都有形式{\displaystyle 2^{p-1}(2^{p}-1)}，但他未能證明。
直至18世紀，數學家歐拉始證明所有偶完全數都有形式{\displaystyle 2^{p-1}(2^{p}-1)}。因此確定偶完全數和梅森質數之間存在一一對應：每個偶完全數給出一個梅森質數，反之亦然。

## 證明
歐拉的證明簡短，用到因數總和函數{\displaystyle \sigma }是積性函數的性質：對任何兩個互質正整數{\displaystyle a}和{\displaystyle b}，都有{\displaystyle \sigma (ab)=\sigma (a)\sigma (b)}。要使這個公式成立，一個數的因數總和須包括該數本身，不只是真因數。一個數是完全數，當且僅當該數的因數總和是該數的兩倍。
定理中一個方向（歐幾里得所證明的）較為容易：如果{\displaystyle 2^{p}-1}是質數，那麼
{\displaystyle \sigma (2^{p-1}(2^{p}-1))}
{\displaystyle =\sigma (2^{p-1})\sigma (2^{p}-1)}
{\displaystyle =(2^{p}-1)2^{p}}
{\displaystyle =2(2^{p-1}(2^{p}-1))}
至於另一個方向，設有偶完全數2kx，其中x是奇數。它是完全數，故此
2k + 1x = σ(2kx) = (2k + 1 − 1)σ(x).
上式右邊的奇因數2k + 1 − 1 至少等於3，且必定整除或等於左邊唯一的奇因數x，因此y = x/(2k + 1 − 1) 是x的真因數。將上式兩邊除以公因數2k + 1 − 1，並考慮x已知有因數x和y，得出
2k + 1y = σ(x) = x + y + 其他各因數 = 2k + 1y + 其他各因數.
要使等式成立，必需無其他因數，因此y必定等於1，x必定是形為2k + 1 − 1的質數。定理得證。